# 張一霽
張一霽（1528年—？），字天光，號襄野，河南睢陽衛軍籍直隸五河縣人，明朝政治人物。同進士出身。

## 生平
嘉靖三十四年乙卯科（1555年）河南鄉試第四十一名舉人。嘉靖三十五年（1556年）中式丙辰科會試第二百五十六名，三甲第七十八名進士。兵部观政，授户部主事，四十一年升员外，四十二年升郎中，四十三年升湖广衡州府知府，隆慶二年（1568年）正月升陕西副使，五年正月升本省右参政，改督理苏松常镇粮储山东右参政，六年十月以疾致仕。
萬曆十二年（1584年）三月起补山西左参政，十月升本省按察使，十四年正月升陕西右布政使，晋浙江左布政使，十六年正月加太仆寺卿致仕。

## 家族
曾祖張安；祖父張順；父張琦。嫡母喬氏；生母田氏。